# NGC 1573
NGC 1573 je galaksija u zviježđu Žirafi.

## Vanjske poveznice
- SEDS: NGC 1573